# Armenië op het Eurovisiesongfestival 2019

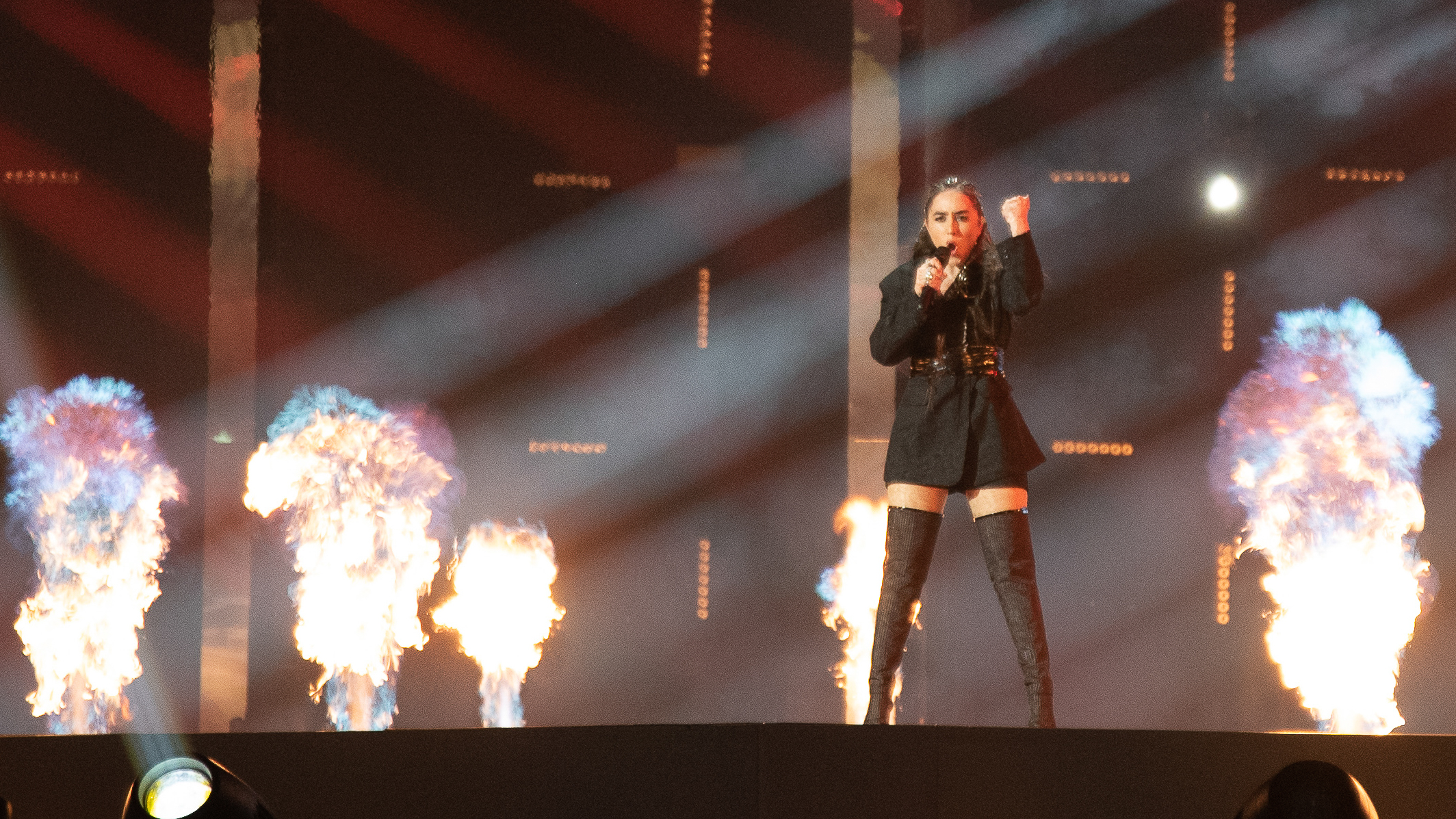
Srbuk tijdens de repetities in Tel Aviv.

Armenië nam deel aan het Eurovisiesongfestival 2019 in Tel Aviv, Israël. Het was de 13de deelname van het land aan het Eurovisiesongfestival. ARMTV was verantwoordelijk voor de Armeense bijdrage voor de editie van 2019.

## Selectieprocedure
De Armeense openbare omroep bevestigde op 9 oktober 2018 te zullen deelnemen aan de komende editie van het Eurovisiesongfestival. In tegenstelling tot de voorgaande jaren koos ARMTV ervoor om intern een artiest te selecteren. Op 30 november werd duidelijk dat de keuze was gevallen op Srbuk. Op diezelfde dag nodigde de openbare omroep componisten uit om nummers door te sturen. Geïnteresseerden kregen hiervoor tot 10 januari 2019. Op 10 maart 2019 werd bekendgemaakt dat de keuze was gevallen op het nummer Walking out. Van het nummer werd gedacht dat het de finale ging halen, en daar in de middenmoot ging halen.

## In Tel Aviv
Armenië trad in de tweede halve finale, op donderdag 16 mei 2019. Ze stond alleen op het podium, met veel gebruik van rook en vuurmachines. Srbuk was als eerste van de achttien artiesten aan de beurt, gevolgd door Sarah McTernan  uit Ierland. Verrassend haalde Armenië de finale niet, ze werd er zestiende met 49 punten. 
2006 · 2007 · 2008 · 2009 · 2010 · 2011 · 2012 · 2013 · 2014 · 2015 · 2016 · 2017 · 2018 · 2019 · 2020-2021 · 2022 · 2023 · 2024 · 2025
Albanië · Armenië · Australië · Azerbeidzjan · België · Cyprus · Denemarken · Duitsland · Estland · Finland · Frankrijk · Georgië · Griekenland · Hongarije · Ierland · IJsland · Israël · Italië · Kroatië · Letland · Litouwen · Malta · Moldavië · Montenegro · Nederland · Noord-Macedonië · Noorwegen · Oostenrijk · Polen · Portugal · Roemenië · Rusland · San Marino · Servië · Slovenië · Spanje · Tsjechië · Verenigd Koninkrijk · Wit-Rusland · Zweden · Zwitserland